# Suprema Corte del Caribe Oriental
La Corte Suprema del Caribe Oriental (en inglés, Eastern Caribbean Supreme Court) es el máximo tribunal judicial en seis países independientes (Antigua y Barbuda, Dominica, Granada, San Cristóbal y Nieves, Santa Lucía y San Vicente y las Granadinas) y tres territorios británicos de ultramar (Anguila, las Islas Vírgenes Británicas y Montserrat).

## Histórico
Está ubicado en la región este del mar Caribe. Inició sus labores en 1967, sustituyendo a la Suprema Corte de los Estados Asociados de las Indias Occidentales y se compone de 19 ministros elegidos por una comisión a excepción del Ministro en Jefe, el cual es designado por el monarca del Reino Unido. La Corte es presidida desde 2003 por Sir Brian Alleyne.